# Informe de l'interior
Informe de l'interior és una novel·la autobiogràfica de l'escriptor nord-americà Paul Auster, publicada el 2013 i traduïda i publicada en català el mateix any per Albert Nolla a la col·lecció El balancí d'Edicions 62.